# Edgar Armando González Rojas
Edgar Armando González Rojas (Ciudad de México, 28 de agosto de 1964) es un abogado, académico y político mexicano. Fue Oficial Mayor del Distrito Federal,  cargo que le fue conferido por el actual jefe de Gobierno del Distrito Federal, Dr. Miguel Ángel Mancera, desde el 5 de diciembre de 2012 hasta el 14 de octubre de 2014.
Es Licenciado en Ciencias Políticas y Administración Pública; y Licenciado en Derecho, ambas en la Universidad Nacional Autónoma de México (UNAM). Tiene una Maestría en Derecho Procesal Penal por el Centro de Estudios Superiores en Ciencias Jurídicas y Criminológicas. 
Doctor por la Universidad Marista.
Estudia actualmente el doctorado en Derecho en la Universidad Nacional Autónoma de México (UNAM).
Dentro de su carrera en la función pública, se destaca su desempeño como Oficial Mayor de la Procuraduría General de Justicia del Distrito Federal (México),, así como en el Instituto Mexicano del Seguro Social (IMSS).
Es asociado individual y Vocal en la Comisión de Transparencia del Instituto Nacional de Administración Pública (México) INAP.
Columnista del Periódico “La Razón” con la columna Teoría y Praxis Social Ilustrada.

## Formación académica
Estudió la Licenciatura en Ciencias Políticas y Administración Pública, así como la Licenciatura en Derecho, ambas en la Universidad Nacional Autónoma de México, obteniendo el grado mediante los Títulos Profesionales.
En estudios de posgrado, cuenta con una maestría en Derecho Procesal Penal dentro del Centro de Estudios Superiores en Ciencias Jurídicas y Criminológicas, con especialidad en Juicios Orales.
Estudió el posgrado en Derecho Administrativo por la Universidad Nacional Autónoma de México obteniendo el grado con Mención Honorífica.
Cursó doctorado en la Universidad Marista, con el tema de investigación: <<El Proceso de Desarrollo de la Metropolización y Regionalización de la Zona Conurbada de la Ciudad de México>>.

## Desarrollo Académico Complementario
Es especialista en Derecho de las Tecnologías de la Información y las Comunicaciones por el Instituto Tecnológico Autónomo de México (ITAM).
Cuenta con la Especialidad en Administración Metropolitana y Regional por el Instituto Nacional de Administración Pública (México) INAP.

### Diplomados
"Actualización Integral de Adquisiciones, Arrendamientos y Servicios del Sector Público y su Reglamento", Instituto Nacional de Administración Pública (INAP).
"Auditor de Calidad", Instituto Mexicano de Normalización y Certificación, A.C. en la Norma ISO 9000-2000.
"Fortalecimiento Directivo de los Servicios de Salud en el IMSS", Universidad Nacional Autónoma de México, Facultad de Medicina.
"Desarrollo Directivo", Universidad Nacional Autónoma de México, Facultad de Contaduría y Administración, División de Educación Continua.

## Desarrollo Profesional
"Responsable de Área de Adquisición de Bienes y Contratación de Servicios del Gobierno del Distrito Federal Certificado",. Integrante de la 1.ª Generación de la Ciudad de México (Nivel Nacional) de prácticas profesionales en compras gubernamentales certificado.
Con más de 30 años en el servicio público, el Mtro. Edgar Armando González Rojas se ha desempeñado en diferentes cargos dentro de la Administración Pública, destacando su gestión como Oficial Mayor de la Procuraduría General de Justicia del Distrito Federal (México), y dentro del Mexicano del Seguro Social (IMSS), como: Director Administrativo en la Unidad Médica de Alta Especialidad, Hospital de Pediatría Centro Médico Nacional siglo XXI; Jefe de la División de Administración de Proyectos, Control y Seguimiento, de la Dirección de Innovación y Desarrollo Tecnológico, Coordinación de Administración de Infraestructura y Director Administrativo del Centro Médico Nacional siglo XXI, entre otros.

## Desarrollo Académico
Catedrático de la Facultad de Derecho de la Universidad Nacional Autónoma de México (UNAM), impartiendo las materias de "Derecho de la Seguridad Social" y "Derecho Administrativo".